# Czerwony złoty

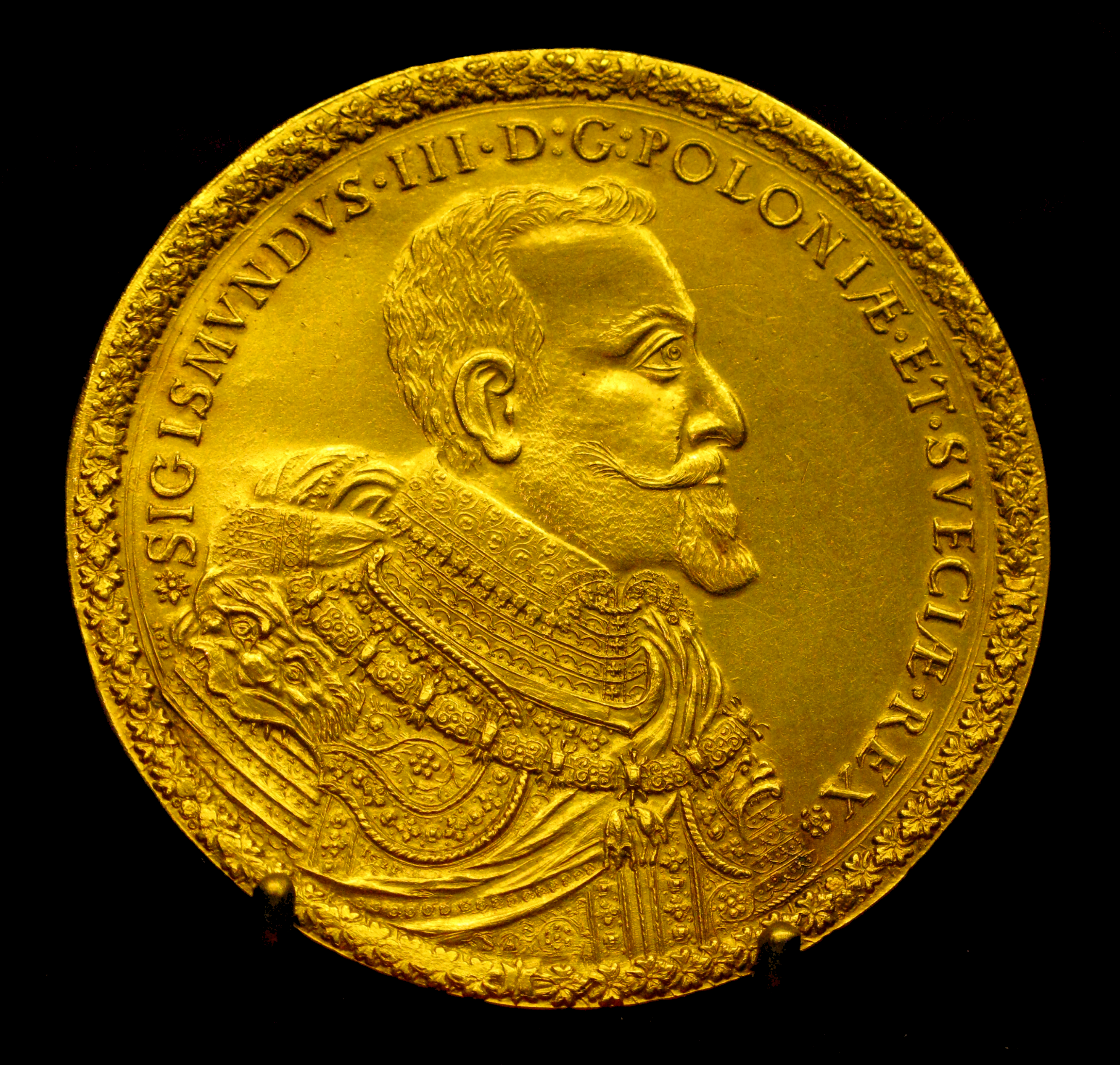
40 dukatów Zygmunta III Wazy z 1621

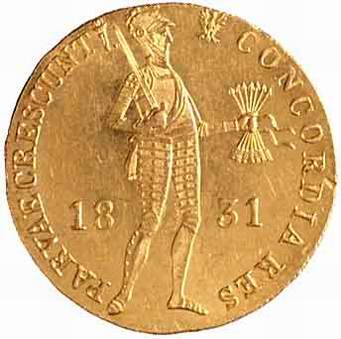
Dukat powstańczy, awers

Czerwony złoty – staropolskie określenie monety złotej, florena, dukata, odróżniające monetę obiegową (ok. 3,5 g złota) od ówczesnej jednostki obrachunkowej, czyli złotego polskiego.

## Historia
W 1528 po utworzeniu polskiego systemu bimetalicznego wybijano je do końca XVIII w. 

W roku 1620 na Sejmie Walnym ustalono stały kurs wymiany 4 złote polskie za czerwonego złotego:
Iż przez niezmierną cenę pieniędzy Rzeczyposp. szkodę ponosi, przeto postanawiamy, aby żaden każdey kondycyi człowiek, nie ważył się drożey czerwonych złotych brać, tylko po złotych czterech.
W roku 1786 na Sejmie zwykłym ustalono cenę 18 złotych polskich za czerwonego złotego:
Dogadzaiąc potrzebie y wygodzie publiczney, kurs czerwonego złotego w Koronie y W. Xięstwie Litewskim odtąd do złotych polskich ośmnastu podnosiemy.
Ostatnim polskim czerwonym złotym był tzw. dukat powstańczy z powstania listopadowego, bity w 1831.
Wartość dukata przeliczana na monetę srebrną stale w Polsce wzrastała i wynosiła:
- 32 grosze na początku XVI wieku
- 58 groszy w końcu XVI wieku
- 120 groszy ok. 1620
- 180 groszy w połowie XVII wieku
- 540 groszy miedzianych, każdy po 7,5 grosza srebrnego[3] w XVIII wieku